# Wenzel Neumann
Wenzel Neumann (2. února 1816 Příchovice – 2. února 1885 Příchovice), byl rakouský a český průmyslový podnikatel a politik německé národnosti, v 2. polovině 19. století poslanec Českého zemského sněmu a Říšské rady.

## Biografie
Od mládí se zabýval kupeckým povoláním. Od roku 1835 měl ve své rodné obci vlastní firmu na obchod s potravinami. Roku 1838 zde spolu s dalšími podnikateli založil tkalcovnu vlny a bavlny, k níž roku 1849 přibyla ještě barvírna a tiskárna látek v osadě Tiefenbach (nyní Potočná). Od roku 1857 vedl firmu spolu se svým švagrem, od roku 1878 pak jako jediný vlastník. Kromě toho nadále vedl tkalcovnu v rodných Příchovicích.
Angažoval se i ve veřejném životě. Od roku 1843 zasedal ve sboru obecních starších v Příchovicích. V roce 1852 se zde stal prvním radním a v období let 1856–1876 zastával funkci starosty. Zasloužil se o rozvoj místního školství. Při odchodu z funkce mu bylo v roce 1876 uděleno čestné občanství. Od roku 1864 byl též členem okresního zastupitelstva a v roce 1869 se stal členem liberecké obchodní a živnostenské komory, v níž setrval do roku 1878, načež byl jmenován jejím čestným členem. Téhož roku mu byl udělen i Řád Františka Josefa.
Po obnovení ústavního života se počátkem 60. let 19. století zapojil i do zemské a celostátní politiky. V zemských volbách roku 1861 byl zvolen v kurii venkovských obcí (obvod Liberec – Jablonec – Tanvald) na Český zemský sněm. Zvolen byl coby nezávislý německý kandidát. Mandát ve sněmu obhájil za týž obvod i v zemských volbách v lednu 1867, v krátce poté vypsaných volbách v březnu 1867, následujících zemských volbách v roce 1870. a volbách v roce 1872.
Zasedal také v Říšské radě (celostátní zákonodárný sbor), kam ho vyslal zemský sněm roku 1869 (tehdy ještě Říšská rada nevolena přímo, ale tvořena delegáty jednotlivých zemských sněmů). 11. prosince 1869 složil poslanecký slib. Opětovně sem byl zemským sněmem delegován roku 1870 (slib složil 10. listopadu 1870) a 1871. Do vídeňského parlamentu se dostal i po změně ústavy, kdy uspěl v prvních přímých volbách do Říšské rady roku 1873. Zvolen byl za kurii venkovských obcí, obvod Liberec, Český Dub, Jablonec atd. A mandát obhájil za tento obvod i ve volbách do Říšské rady roku 1879. Zde setrval do své rezignace na mandát, která byla sněmovně ohlášena v listopadu 1880.
Profiloval se jako německý liberál (tzv. Ústavní strana). Na Říšské radě se v říjnu 1879 uvádí jako člen staroněmeckého Klubu liberálů (Club der Liberalen). V zákonodárných sborech se zasazoval o hospodářské zájmy svého regionu, podporoval zejména rozvoj železniční sítě. Byl jmenován čestným občanem několika obcí.
Zemřel v únoru 1885 na ochrnutí plic.